# نورتهامپتون (ماساچوست)
نورتهامپتون، ماساچوست
نورتهامپتون(به انگلیسی: Northampton) شهری در شهرستان همشایر ایالت ماساچوست می‌باشد که در سال ۱۶۵۶ بنیان‌گذاری شده‌است. این شهر در سرشماری سال ۲۰۱۰ میلادی، ۲۸٬۵۴۹ نفر جمعیت داشته‌است.